# Guido De Angelis
Guido De Angelis (Rocca Di Papa, 22 de diciembre de 1944) es un músico y compositor italiano, quien también ha incursionado como productor de cine internacional. Es hermano de Maurizio De Angelis.
Guido empieza a estudiar flauta y se une a su hermano tocando la guitarra para formar un grupo llamado «Black Stones», que más tarde se rebautizaría con el nombre de «G & M», y que finalmente pasaría a llamarse Oliver Onions.

## Trabajos propios
Además de los trabajos realizados con su hermano, Guido fue guionista de las obras:
- «Sotto il cielo dell' Africa» (1999)
- «Dance Academy» (1988)

Adicionalmente, fue coproductor de las obras:
- Shaka Zulu: The Citadel (2001)
- «El cuarto mandamiento» (2002)
- «Julio César» (2002)
- «Los Borgia» (2006)
- «La Figlia di Elisa - Il Ritorno a Rivombrosa» (2007)